# Cyperus castaneobellus
Cyperus castaneobellus är en halvgräsart som beskrevs av Kaare Arnstein Lye. Cyperus castaneobellus ingår i släktet papyrusar, och familjen halvgräs.
Artens utbredningsområde är Tanzania. Inga underarter finns listade i Catalogue of Life.